# Dispositivo indossabile

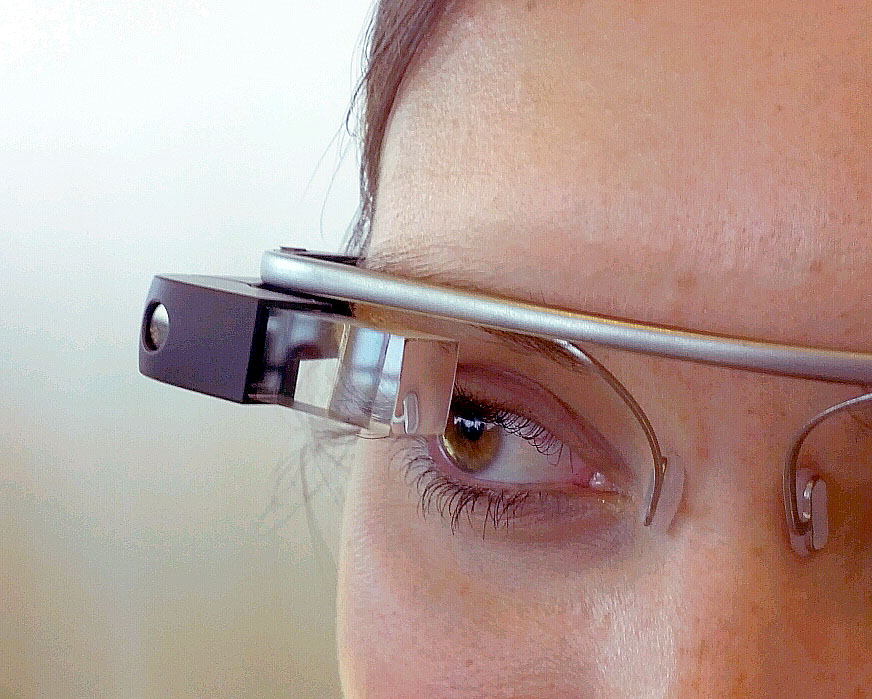
Google Glass

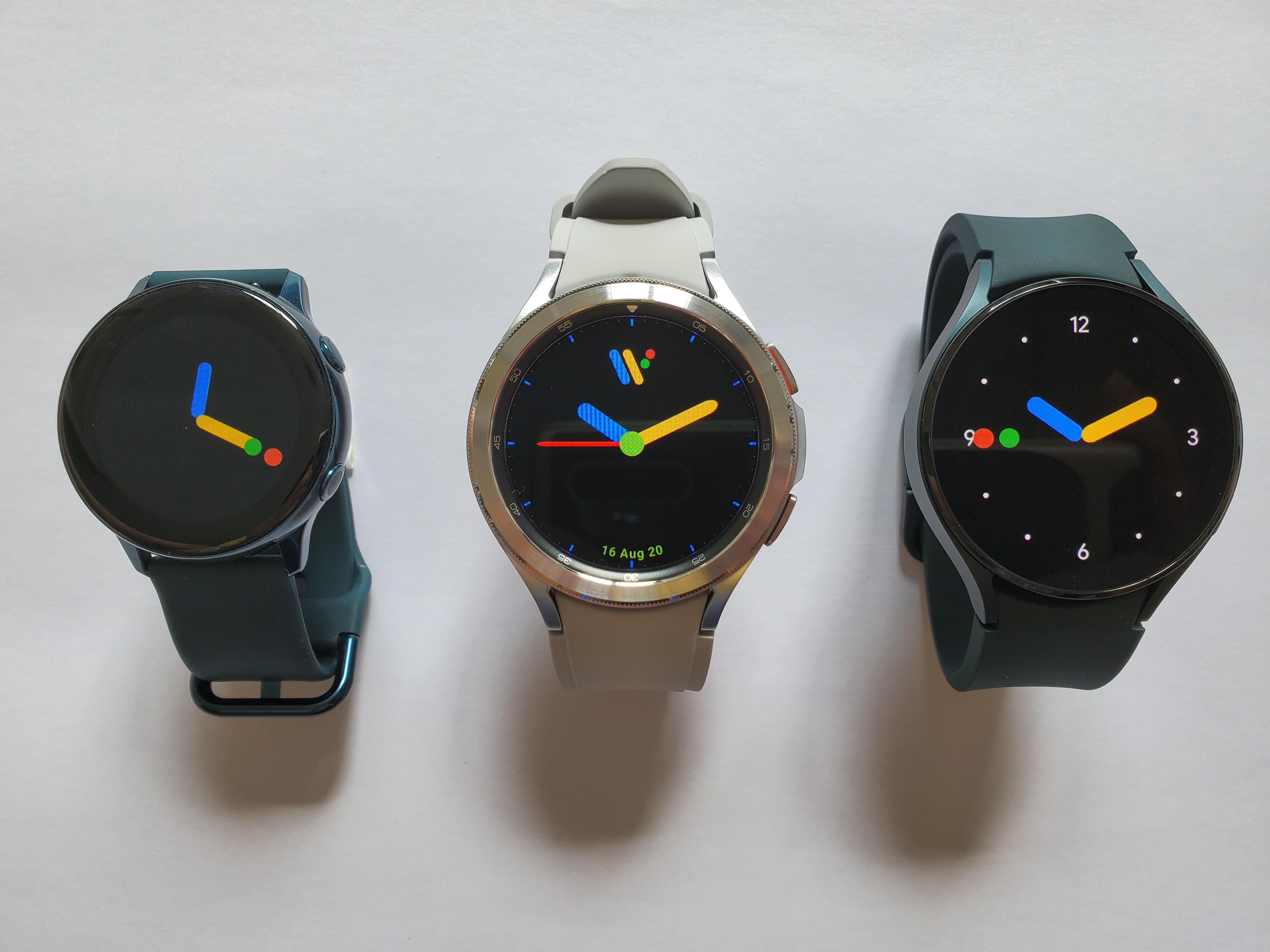
Smartwatch

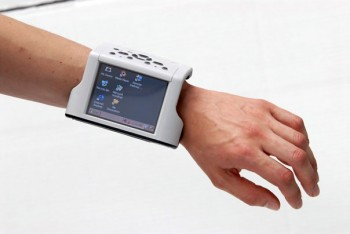
Eurotech ZYPAD

Un dispositivo indossabile (in inglese wearable device) fa parte di una tipologia di dispositivi elettronici che si indossano solitamente sul polso e hanno funzioni quali notificatori collegati allo smartphone con il wireless, le onde medie FM o più spesso con il Bluetooth. A ciò si aggiungono funzionalità spesso legate al fitness. In futuro questa tecnologia potrebbe pure favorire ambienti di apprendimento mobili. Questa tecnologia è uno sviluppo dell'IoT e non si applica solo nel campo dello sport, ma può portare benefici anche nell'ambito della prevenzione, ad esempio è possibile monitorare ora la salute del cuore di un paziente.
Tra i dispositivi indossabili troviamo principalmente gli smartwatch, ovvero orologi intelligenti, che se hanno funzioni telefoniche si chiamano watch phone. Poi ci sono dei braccialetti intelligenti detti fitness band che interagiscono con l'utente o tramite schermi o con dei LED e hanno sensori per il monitoraggio dell'attività fisica, cardiaca e del sonno.
Altre tipologie di dispositivi indossabili, sono i visori di realtà aumentata come il Samsung Gear VR e il Google Cardboard e gli occhiali intelligenti quali i Google Glass.

## Storia
Nel 1500, l'inventore tedesco Peter Henlein (1485-1542) creò piccoli orologi che venivano indossati come collane. Un secolo dopo, gli orologi da tasca crebbero in popolarità quando i gilet divennero di moda per gli uomini. Gli orologi da polso furono creati alla fine del 1600 ma erano indossati principalmente dalle donne come braccialetti.
Alla fine del 1800 furono introdotti i primi apparecchi acustici indossabili.
Nel 1904, l'aviatore Alberto Santos-Dumont ha aperto la strada all'uso moderno dell'orologio da polso.
La storia dei dispositivi indossabili non ha un preciso inizio, ma ufficialmente gli albori risalgono sicuramente agli anni '70 e '80 (anche se già negli anni '60 venivano illegalmente usati computer indossabili nei casinò), quando aziende come Seiko, Casio, IBM, Citizen e Timex crearono i primi orologi da polso con funzionalità aggiuntive quali cronometro, calcolatrice e memorie accessibili velocemente, anche se di pochi kilobyte di ampiezza ma sufficienti all'uso, ad esempio, come promemoria.
Nel 1987 nacquero gli apparecchi acustici indossabili per non udenti. Negli anni '90 nacquero le webcam che si attaccavano con una fascetta alla testa ed i primi visori digitali. Col 2000 arrivano i lettori musicali MP3 (il primo iPod) e gli auricolari Bluetooth. Continuarono tentativi di orologi intelligenti quasi sempre senza successo da parte di Microsoft, Samsung e con Palm OS.
Dall'inizio degli anni 2000, le fotocamere indossabili venivano utilizzate come parte di un crescente movimento di subveglianza. Nel 2008, Ilya Fridman ha incorporato un microfono Bluetooth nascosto in un paio di orecchini.
Nel 2004 nasce il settore delle action cam, con la prima GoPro, nel 2008 nasce Fitbit, azienda attualmente leader nel mercato delle fitness band. Con l'inizio degli anni '10 del 2000 questo settore esplode, con smartwatch Sony, Qualcomm, Cogito, Cuckoo, Samsung, Pebble, Alcatel, HTC, Apple, Motorola, Microsoft, Huawei, LG; Google crea la versione da polso di Android, cioè Android Wear; Apple crea un sistema operativo iOS-based ma da polso, watchOS; si diffondono le fitness band Fitbit, Garmin, Runtastic, Jawbone, Misfit, Timex, Xiaomi, Vidonn; occhiali intelligenti come il Google Glass; action cam GoPro, Garmin, HTC.
Nel 2013 McLear, noto anche come NFC Ring, ha rilasciato il primo dispositivo indossabile avanzato ampiamente utilizzato. Lo smart ring potrebbe pagare con bitcoin, sbloccare altri dispositivi, trasferire informazioni di identificazione personale e altre funzionalità. McLear possiede il primo brevetto, depositato nel 2012, che copre tutti gli anelli smart, con Joe Prencipe di Seattle, WA come unico inventore.
Nel 2013, uno dei primi smartwatch ampiamente disponibili è stato il Samsung Galaxy Gear. Apple ha seguito nel 2015 con l'Apple Watch.

## Fattori di forma
La tecnologia indossabile può esistere in più fattori di forma diversi.

### Occhiali
Gli occhiali smart sono una tecnologia indossabile che si indossa sia sugli occhi che intorno alla testa.

### Scarpe
Le scarpe intelligenti sono un esempio di tecnologia indossabile che incorpora funzionalità intelligenti nelle scarpe. Le scarpe intelligenti spesso funzionano con applicazioni per smartphone per supportare attività che non possono essere svolte con calzature standard. Gli usi includono la vibrazione dello smartphone per dire agli utenti quando e dove girare per raggiungere la loro destinazione tramite Google Maps o l'auto-allacciamento.
La tecnologia delle sneaker auto-allaccianti, simile alla Nike Mag in Ritorno al futuro, parte II, è un altro uso della scarpa smart. Nel 2019 l'azienda di calzature tedesca Puma è stata riconosciuta come una delle "100 migliori invenzioni del 2019" da Time per la sua scarpa senza lacci che utilizza micromotori per regolare la calzata da un iPhone. Nike ha anche introdotto una scarpa intelligente nel 2019 nota come Adapt BB. La scarpa presentava bottoni sul lato per allentare o stringere la calzata con un motore e un ingranaggio personalizzati, che potevano anche essere controllati da uno smartphone.

## Prototipi
Dal 1991 al 1997, Rosalind Picard e i suoi studenti, Steve Mann e Jennifer Healey, presso il MIT Media Lab hanno progettato, costruito e dimostrato la raccolta di dati e il processo decisionale da "indumenti intelligenti" che monitoravano continuamente i dati fisiologici di chi li indossava. Questi "vestiti intelligenti", "intimo intelligente", "scarpe intelligenti" e gioielli intelligenti raccoglievano dati relativi allo stato affettivo e contenevano o controllavano sensori fisiologici e sensori ambientali come fotocamere e altri dispositivi.
Contemporaneamente, sempre al MIT Media Lab, Thad Starner e Alex "Sandy" Pentland sviluppano la realtà aumentata. Nel 1997, il loro prototipo di smartglass è apparso su 60 Minutes e consente una rapida ricerca sul Web e messaggistica istantanea. Sebbene gli occhiali del prototipo siano aerodinamici quasi quanto i moderni smartglass, il processore era un computer indossato in uno zaino, la soluzione più leggera disponibile all'epoca.
Nel 2009, Sony Ericsson ha collaborato con il London College of Fashion per un concorso per la progettazione di abbigliamento digitale. Il vincitore è stato un abito da cocktail con tecnologia Bluetooth che si illumina quando si riceve una chiamata.
Zach "Hoeken" Smith della fama di MakerBot ha realizzato pantaloni da tastiera durante un seminario "Fashion Hacking" presso un collettivo creativo di New York City.
Il Tyndall National Institute in Irlanda ha sviluppato una piattaforma di "monitoraggio remoto non intrusivo del paziente" che è stata utilizzata per valutare la qualità dei dati generati dai sensori del paziente e come gli utenti finali possono adottare la tecnologia.
L'azienda di moda londinese CuteCircuit ha creato costumi per la cantante Katy Perry con illuminazione a LED in modo che gli abiti cambiassero colore sia durante gli spettacoli teatrali che le apparizioni sul tappeto rosso come l'abito che Katy Perry ha indossato nel 2010 al MET Gala di New York. Nel 2012, CuteCircuit ha creato il primo abito al mondo con Tweet, indossato dalla cantante Nicole Scherzinger.
Nel 2010, McLear, noto anche come NFC Ring, ha sviluppato il primo prototipo di indossabile avanzato al mondo, che è stato poi raccolto su Kickstarter nel 2013.
Nel 2014, gli studenti laureati della Tisch School of Arts di New York hanno disegnato una felpa con cappuccio che inviava messaggi di testo pre-programmati attivati da movimenti gestuali.
Più o meno nello stesso periodo iniziarono ad apparire prototipi di occhiali digitali con HUD (heads up display).
L'esercito americano impiega copricapo con display per i soldati che utilizzano una tecnologia chiamata ottica olografica.
Nel 2010 Google ha iniziato a sviluppare prototipi del suo display ottico Google Glass montabile sulla testa degli utenti, che è entrato in beta per i clienti nel marzo 2013.

## Utilizzo
Nello spazio consumer, le vendite di braccialetti intelligenti (noti anche come tracciatoridi attività come Jawbone UP e Fitbit Flex) hanno iniziato a diffondersi nel 2013. Un adulto americano su cinque possedeva un dispositivo indossabile, secondo il Wearable Future Report 2014 di PriceWaterhouseCoopers. A partire dal 2009, la diminuzione del costo della potenza di elaborazione e di altri componenti stava facilitando l'adozione e la disponibilità di tali invenzioni.
Negli sport professionistici, la tecnologia indossabile ha applicazioni nel monitoraggio e nel feedback in tempo reale per gli atleti. Esempi di tecnologia indossabile nello sport includono accelerometri, contapassi e GPS che possono essere utilizzati per misurare il dispendio energetico e il modello di movimento di un atleta.
Nella sicurezza informatica e nella tecnologia finanziaria, i dispositivi indossabili sicuri hanno conquistato parte del mercato delle chiavi di sicurezza fisica. McLear, noto anche come NFC Ring, e VivoKey hanno sviluppato prodotti con controllo degli accessi sicuro con passaggio una tantum.
Nell'informatica sanitaria, i dispositivi indossabili hanno consentito una migliore acquisizione dei dati statici sulla salute umana per l'analisi basata sui dati. Ciò ha facilitato algoritmi di apprendimento automatico basati sui dati per analizzare le condizioni di salute degli utenti.
Negli affari, la tecnologia indossabile aiuta i manager a supervisionare facilmente i dipendenti conoscendo le loro posizioni e cosa stanno facendo in tempo reale. I dipendenti che lavorano in un magazzino hanno anche una maggiore sicurezza quando lavorano intorno a sostanze chimiche o quando sollevano qualcosa. I caschi intelligenti sono dispositivi indossabili per la sicurezza dei dipendenti dotati di sensori di vibrazione in grado di avvisare i dipendenti di possibili pericoli nel loro ambiente.

## Tecnologie moderne
Il 16 aprile 2013, Google ha invitato "Glass Explorers" che aveva preordinato i suoi occhiali indossabili alla conferenza Google I/O del 2012 a ritirare i propri dispositivi. Questo giorno ha segnato il lancio ufficiale di Google Glass, un dispositivo destinato a fornire rich text e notifiche tramite un display a comparsa indossato come occhiali. Il dispositivo aveva anche una fotocamera da 5 MP e registrava video a 720p. Le sue varie funzioni sono state attivate tramite comando vocale, come "OK Glass". La società ha anche lanciato l'app complementare di Google Glass, MyGlass. La prima app Google Glass di terze parti è arrivata dal New York Times, che era in grado di leggere articoli e riepiloghi di notizie.
Tuttavia, all'inizio del 2015, Google ha smesso di vendere al pubblico la beta "explorer edition" di Glass, dopo le critiche al suo design e al prezzo di 1.500 dollari.
Mentre la tecnologia di visualizzazione ottica montata sulla testa rimane una nicchia, due tipi popolari di dispositivi indossabili sono decollati: smartwatch e tracker di attività. Nel 2012, ABI Research ha previsto che le vendite di smartwatch avrebbero raggiunto 1,2 milioni di dollari nel 2013, aiutate dall'elevata penetrazione degli smartphone in molti mercati mondiali, dall'ampia disponibilità e dal basso costo dei sensori MEMS, dalle tecnologie di connettività ad alta efficienza energetica come il Bluetooth 4.0 e da un fiorente ecosistema di app.
La start-up Pebble, sostenuta dal crowdfunding, ha reinventato lo smartwatch nel 2013, con una campagna in corso su Kickstarter che ha raccolto oltre 10 milioni di dollari di finanziamenti. Alla fine del 2014, Pebble ha annunciato di aver venduto un milione di dispositivi. All'inizio del 2015, Pebble è tornata alle sue radici di crowdfunding per raccogliere altri 20 milioni di dollari per il suo smartwatch di nuova generazione, Pebble Time, che ha iniziato la spedizione a maggio 2015.
La start-up McLear, sostenuta dal crowdfunding, ha inventato l'anello intelligente nel 2013, con una campagna in corso su Kickstarter che ha raccolto oltre 300.000 dollari di finanziamenti. McLear è stato il primo promotore della tecnologia dei dispositivi indossabili nell'introduzione di pagamenti (anche in bitcoin), controllo avanzato degli accessi sicuri, raccolta di dati personali quantificati, tracciamento dei dati biometrici e sistemi di monitoraggio per gli anziani.
Nel marzo 2014, Motorola ha presentato lo smartwatch Moto 360 basato su Android Wear, una versione modificata del sistema operativo mobile Android progettata specificamente per smartwatch e altri dispositivi indossabili. Infine, dopo più di un anno di speculazioni, Apple ha annunciato il proprio smartwatch, l'Apple Watch, nel settembre 2014.
La tecnologia indossabile è stata un argomento popolare alla fiera Consumer Electronics Show nel 2014, con l'evento soprannominato "The Wearables, Appliances, Cars and Bendable TVs Show" dai commentatori del settore. Tra i numerosi prodotti indossabili in mostra c'erano smartwatch, tracker di attività, gioielli intelligenti, display ottici montati sulla testa e auricolari. Tuttavia, le tecnologie indossabili soffrono ancora di una capacità limitata della batteria.
Un altro campo di applicazione della tecnologia indossabile è quello dei sistemi di monitoraggio per la vita assistita e l'assistenza agli anziani. I sensori indossabili hanno un enorme potenziale nella generazione di big data, con una grande applicabilità alla biomedicina e alla vita assistita dall'ambiente. Per questo motivo, i ricercatori stanno spostando la loro attenzione dalla raccolta dei dati allo sviluppo di algoritmi intelligenti in grado di raccogliere informazioni preziose dai dati raccolti, utilizzando tecniche di data mining come la classificazione statistica e le reti neurali.
La tecnologia indossabile può anche raccogliere dati biometrici come frequenza cardiaca (ECG e HRV), onde cerebrali (EEG) e segnali biologici muscolari (EMG) dal corpo umano per fornire informazioni preziose nel campo dell'assistenza sanitaria e del benessere.
Un'altra tecnologia indossabile sempre più popolare riguarda la realtà virtuale. I visori VR sono stati realizzati da una serie di produttori per computer, console e dispositivi mobili. Google ha poi rilasciato il suo visore, il Google Daydream.
Nel luglio 2014 a Hyderabad, in India, è stata introdotta una calzatura tecnologicamente intelligente. Le suole delle scarpe sono collegate a un'applicazione per smartphone che utilizza Google Maps e vibrano per dire agli utenti quando e dove girare per raggiungere la loro destinazione.
Oltre alle applicazioni commerciali, la tecnologia indossabile viene ricercata e sviluppata per una moltitudine di usi. Il Massachusetts Institute of Technology è uno dei tanti istituti di ricerca che sviluppano e testano tecnologie in questo campo. Ad esempio, sono in corso ricerche per migliorare la tecnologia tattile per la sua integrazione nei dispositivi indossabili di prossima generazione. Un altro progetto si concentra sull'utilizzo della tecnologia indossabile per aiutare i non vedenti a orientarsi nell'ambiente circostante.
Mentre la tecnologia indossabile continua a crescere, ha iniziato ad espandersi in altri campi. L'integrazione dei dispositivi indossabili nell'assistenza sanitaria è stata al centro della ricerca e dello sviluppo di varie istituzioni. I dispositivi indossabili continuano a evolversi, andando oltre i dispositivi ed esplorando nuove frontiere come i tessuti intelligenti. Le applicazioni comportano l'utilizzo di un tessuto per eseguire una funzione come l'integrazione di un codice QR nel tessuto o abbigliamento sportivo che aumenta il flusso d'aria durante l'esercizio.

## Tecnologia indossabile e salute
La tecnologia indossabile viene spesso utilizzata per monitorare la salute di un utente. Dato che tale dispositivo è in stretto contatto con l'utente, può facilmente raccogliere dati. È iniziato nel 1980, quando è stato inventato il primo ECG wireless. Negli ultimi decenni, mostra una rapida crescita nella ricerca di lenti tessili, per tatuaggi, patch e lenti a contatto.

### Panoramica
Negli ultimi anni, l'emergere di dispositivi tecnologici meglio conosciuti come "Wearable Technology" ha davvero migliorato la capacità di misurare l'attività fisica e ha dato ai semplici utenti e persino ai cardiologi la possibilità di analizzare la qualità della loro vita.
Le tecnologie indossabili sono dispositivi che chiunque può indossare in qualsiasi momento della giornata, anche durante la notte. Aiutano a misurare determinati valori come il battito cardiaco e il ritmo, la qualità del sonno, i passi totali in un giorno e aiutano persino a riconoscere alcune malattie come quelle cardiache, il diabete e il cancro. Promuovono idee su come migliorare la propria salute e stare alla larga da certe malattie imminenti. Questi dispositivi forniscono un feedback quotidiano su cosa migliorare e in quali aree le persone stanno andando bene, e questo motiva e continua a spingere l'utente a continuare con il suo stile di vita migliorato.
Nel corso del tempo, la tecnologia indossabile ha avuto un impatto enorme sul mercato della salute e dell'attività fisica, poiché secondo ScienceDirect "Il mercato della tecnologia indossabile diretto dal consumatore è in rapida crescita e si prevede che supererà i 34 miliardi di dollari entro il 2020".
La tecnologia indossabile può presentarsi in tutte le forme da orologi, cuscinetti posizionati sul cuore, dispositivi indossati intorno alle braccia, fino a dispositivi in grado di misurare qualsiasi quantità di dati semplicemente toccando i recettori del dispositivo. In molti casi, la tecnologia indossabile è collegata a un'app in grado di trasmettere immediatamente le informazioni pronte per essere analizzate e discusse con un cardiologo. Inoltre, secondo l'American Journal of Preventive Medicine "i dispositivi indossabili possono essere un modo economico, fattibile e accessibile per promuovere l'AP". Inoltre, vedere costantemente la tecnologia indossabile effettivamente utilizzata e indossata da altre persone, promuove l'idea dell'attività fisica e spinge più persone a prenderne parte.

### Applicazioni
Si stanno esplorando altre applicazioni nel settore sanitario, come ad esempio:
- Previsione dei cambiamenti di umore, stress e salute[58]
- Misurazione del contenuto di alcol nel sangue[59]
- Misurare le prestazioni atletiche[60]
- Monitoraggio della malattia dell'utente[61]
- Monitoraggio a lungo termine di pazienti con problemi cardiaci e circolatori che registra un elettrocardiogramma ed è auto-umidificante[62]
- Applicazioni di valutazione del rischio per la salute, comprese le misure di fragilità e rischi di malattie dipendenti dall'età[62]
- Imaging continuo per giorni di diversi organi tramite un cerotto per ecografia ad alta risoluzione estensibile bioadesivo indossabile (potenziali nuovi strumenti diagnostici e di monitoraggio)[63]
- Indurre sogni lucidi[64][65][66][67] (sebbene "sono necessari studi di convalida meglio controllati per dimostrare l'efficacia")
- Monitoraggio del sonno[68]
- Monitoraggio del cortisolo per misurare lo stress[69][70]
- Applicazioni per il monitoraggio di glucosio[71][72], alcol e acido lattico[71] o ossigeno nel sangue, monitoraggio del respiro, battito cardiaco, frequenza cardiaca e sua variabilità, elettromiografia (EMG), elettrocardiogramma (ECG) ed elettroencefalogramma (EEG), temperatura, pressione (ad es. nelle scarpe), tasso di sudorazione o perdita di sudore, livelli di acido urico e ioni, ad es. per prevenire affaticamento o lesioni o per ottimizzare i modelli di allenamento[73], anche tramite "elettronica umana integrata"[72].

#### Applicazioni proposte
Le applicazioni proposte, incluse le applicazioni prive di prototipi indossabili funzionali, includono:
- Rilevamento di agenti patogeni e rilevamento di sostanze pericolose[74][75]
- Migliorare il sonno tramite cuffie per dormire[76]

### Utilizzo nella sorveglianza
Oggi c'è un crescente interesse nell'utilizzo dei dispositivi indossabili non solo per l'auto-monitoraggio individuale, ma anche all'interno di programmi di salute e benessere aziendali. Dato che i dispositivi indossabili creano un'enorme scia di dati che i datori di lavoro potrebbero riutilizzare per obiettivi diversi dalla salute, sempre più ricerche hanno iniziato a studiare il lato oscuro dei dispositivi indossabili. Asha Peta Thompson ha fondato Intelligent Textiles Limited, Intelligent Textiles, che crea power bank e circuiti in tessuto che possono essere utilizzati nelle uniformi elettroniche per la fanteria.

## Elettronica epidermica (pelle)
L'elettronica epidermica è un campo emergente della tecnologia indossabile, definita per le sue proprietà e comportamenti paragonabili a quelli dell'epidermide, o strato più esterno della pelle. Questi dispositivi indossabili sono montati direttamente sulla pelle per monitorare continuamente i processi fisiologici e metabolici, sia dermici che sub-dermici. La capacità wireless è in genere ottenuta tramite batteria, Bluetooth o NFC, rendendo questi dispositivi convenienti e portatili come un tipo di tecnologia indossabile. Attualmente, l'elettronica epidermica è in fase di sviluppo nei campi del fitness e del monitoraggio medico.
L'uso attuale della tecnologia epidermica è limitato dai processi di fabbricazione esistenti. La sua attuale applicazione si basa su varie tecniche di fabbricazione sofisticate come la litografia o la stampa diretta su un substrato di supporto prima di attaccarsi direttamente al corpo. La ricerca sulla stampa dell'elettronica epidermica direttamente sulla pelle è attualmente disponibile come unica fonte di studio.
L'importanza dell'elettronica epidermica coinvolge le loro proprietà meccaniche, che assomigliano a quelle della pelle. La pelle può essere modellata come un doppio strato, composto da un'epidermide avente Modulo di Young (E) di 2-80 kPa e spessore di 0,3–3 mm e un derma avente E di 140-600 kPa e spessore di 0,05-1,5 mm. Insieme, questo doppio strato risponde plasticamente a sollecitazioni di trazione ≥ 30%, al di sotto delle quali la superficie della pelle si distende e si raggrinzisce senza deformarsi. Le proprietà dell'elettronica epidermica rispecchiano quelle della pelle per consentire loro di funzionare nello stesso modo. Come la pelle, l'elettronica epidermica è ultrasottile (h < 100 µm), a basso modulo (E ~ 70 kPa) e leggera (<10 mg/cm2), consentendo loro di conformarsi alla pelle senza applicare sforzo. Il contatto conforme e la corretta adesione consentono al dispositivo di piegarsi e allungarsi senza delaminarsi, deformarsi o cedere, eliminando così le sfide con dispositivi indossabili convenzionali e ingombranti, inclusi artefatti di misurazione, isteresi e irritazione della pelle indotta dal movimento. Con questa capacità intrinseca di assumere la forma della pelle, l'elettronica epidermica può acquisire accuratamente i dati senza alterare il movimento naturale o il comportamento della pelle. Il design sottile, morbido e flessibile dell'elettronica epidermica ricorda quello dei tatuaggi temporanei laminati sulla pelle. In sostanza, questi dispositivi sono "meccanicamente invisibili" a chi li indossa.
I dispositivi elettronici epidermici possono aderire alla pelle tramite forze di van der Waals o substrati elastomerici. Con le sole forze di van der Waals, un dispositivo epidermico ha la stessa massa termica per unità di area (150 mJ/cm2 K) della pelle, quando lo spessore della pelle è <500 nm. Insieme alle forze di van der Waals, i bassi valori di E e spessore sono efficaci nel massimizzare l'adesione perché impediscono il distacco indotto dalla deformazione dovuto a tensione o compressione. L'introduzione di un substrato elastomerico può migliorare l'adesione ma aumenterà leggermente la massa termica per unità di area. Diversi materiali sono stati studiati per produrre queste proprietà simili alla pelle, tra cui nanofilm d'oro serpentino modellato per fotolitografia e drogaggio modellato di nanomembrane di silicio.

## Intrattenimento
I dispositivi indossabili si sono espansi nello spazio dell'intrattenimento creando nuovi modi di sperimentare i media digitali. Le cuffie per realtà virtuale e gli occhiali per realtà aumentata sono diventati un esempio di dispositivi indossabili nell'intrattenimento. L'influenza di questi visori per realtà virtuale e occhiali per realtà aumentata si vede principalmente nel settore dei giochi durante i primi giorni, ma ora sono utilizzati nei campi della medicina e dell'istruzione.
I visori per la realtà virtuale come Oculus Rift, HTC Vive e Google Daydream View mirano a creare un'esperienza multimediale più coinvolgente simulando un'esperienza in prima persona o visualizzando i media nell'intero campo visivo dell'utente. Televisione, film, videogiochi e simulatori educativi sono stati sviluppati affinché questi dispositivi possano essere utilizzati da professionisti e consumatori. In una fiera del 2014, Ed Tang di Avegant ha presentato le sue "Smart Headphones". Queste cuffie utilizzano il Virtual Retinal Display per migliorare l'esperienza di Oculus Rift. Alcuni dispositivi di realtà aumentata rientrano nella categoria dei dispositivi indossabili. Gli occhiali per realtà aumentata sono in fase di sviluppo da parte di diverse società. Gli occhiali Snap Inc sono occhiali da sole che registrano video dal punto di vista dell'utente e si connettono con un telefono per pubblicare video su Snapchat. Anche Microsoft ha approfondito questo business, rilasciando gli occhiali per la realtà aumentata, HoloLens, nel 2017. Il dispositivo esplora l'utilizzo dell'olografia digitale, o ologrammi, per offrire all'utente un'esperienza di prima mano della realtà aumentata. Queste cuffie indossabili sono utilizzate in molti campi diversi, incluso quello militare.
La tecnologia indossabile si è espansa anche da piccoli pezzi di tecnologia sul polso ad abbigliamento su tutto il corpo. C'è una scarpa realizzata dall'azienda shiftwear che utilizza un'applicazione per smartphone per cambiare periodicamente la visualizzazione del design sulla scarpa. Essa è progettata utilizzando un tessuto normale ma utilizza un display lungo la sezione centrale e sul retro che mostra un design a scelta dell'utente. L'applicazione è stata completata nel 2016 e un prototipo per le scarpe è stato creato nel 2017.
Atari e Audiowear hanno sviluppato un berretto con altoparlanti incorporati. Il cappuccio è dotato di altoparlanti integrati nella parte inferiore della tesa e ha funzionalità Bluetooth. Jabra ha rilasciato auricolari, nel 2018, che annullano il rumore intorno all'utente e possono attivare un'impostazione chiamata "ascolto". Questa impostazione prende il suono intorno all'utente attraverso il microfono e lo invia all'utente. Ciò offre all'utente un suono potenziato mentre è in viaggio, in modo che possa sentire l'ambiente circostante mentre ascolta la sua musica preferita. Molti altri dispositivi possono essere considerati indossabili per l'intrattenimento e devono essere solo dispositivi indossati dall'utente per sperimentare i contenuti multimediali.

### Gioco
L'industria del gioco ha sempre incorporato nuove tecnologie. La prima tecnologia utilizzata per i giochi elettronici è stata un controller per Pong. Il modo in cui gli utenti giocano si è continuamente evoluto nel corso di ogni decennio. Le due forme di gioco più comuni sono l'utilizzo di un controller per console per videogiochi o un mouse e una tastiera per i giochi per PC.
Nel 2012, le cuffie per realtà virtuale sono state reintrodotte al pubblico. I visori VR sono stati concepiti per la prima volta negli anni '50 e creati ufficialmente negli anni '60. La creazione del primo visore per realtà virtuale può essere attribuita al direttore della fotografia Morton Heilig. Ha creato un dispositivo noto come Sensorama nel 1962. Esso era un dispositivo simile a un videogioco che era così pesante che doveva essere sostenuto da un dispositivo di sospensione. Ci sono state numerose tecnologie indossabili diverse all'interno dell'industria dei giochi, dai guanti alle pedane. Lo spazio di gioco ha invenzioni insolite. Nel 2016 Sony ha lanciato il suo primo visore per realtà virtuale portatile e collegabile con nome in codice Project Morpheus. Il dispositivo è stato rinominato per PlayStation nel 2018. All'inizio del 2019 Microsoft debutta con il suo HoloLens 2 che va oltre la semplice realtà virtuale in visori per realtà mista. Il loro obiettivo principale è quello di essere utilizzati principalmente dalla classe operaia per aiutare con compiti difficili. Queste cuffie sono utilizzate da educatori, scienziati, ingegneri, personale militare, chirurghi e molti altri. Cuffie come HoloLens 2 consentono all'utente di vedere un'immagine proiettata da più angolazioni e di interagire con l'immagine. Questo aiuta a dare un'esperienza pratica all'utente, che altrimenti non sarebbe in grado di ottenere.

## Moda
I dispositivi indossabili alla moda sono "indumenti e accessori progettati che combinano estetica e stile con tecnologia funzionale". Gli indumenti sono l'interfaccia verso l'esterno mediata dalla tecnologia digitale. Consente infinite possibilità per la personalizzazione dinamica dell'abbigliamento. Tutti i vestiti hanno funzioni sociali, psicologiche e fisiche. Tuttavia, con l'uso della tecnologia queste funzioni possono essere amplificate. Ci sono alcuni dispositivi indossabili chiamati E-textiles. Queste sono la combinazione di tessuti e componenti elettronici per creare tecnologia indossabile all'interno dell'abbigliamento. Sono anche conosciuti come smart textile e digital textile.
A partire dal 2018, i dispositivi indossabili stanno crescendo rapidamente per soddisfare gli standard della moda attraverso la produzione di capi eleganti e confortevoli. Inoltre, quando i dispositivi indossabili sono realizzati da una prospettiva estetica, i designer esplorano con il loro lavoro utilizzando la tecnologia e collaborando con gli ingegneri. Questi designer esplorano le diverse tecniche e metodi disponibili per incorporare l'elettronica nei loro progetti. Non sono vincolati da una serie di materiali o colori, in quanto questi possono cambiare in risposta ai sensori incorporati nell'abbigliamento. Possono decidere come i loro progetti si adattano e rispondono all'utente.
Nel 1967 lo stilista francese Pierre Cardin, noto per i suoi design futuristici, creò una collezione di capi intitolata "robe electronique" che presentava un motivo geometrico ricamato con LED (diodi emettitori di luce). I disegni unici di Pierre Cardin sono stati presentati in un episodio dello spettacolo animato di Jetsons in cui uno dei personaggi principali dimostra come funziona il suo abito luminoso "Pierre Martian" collegandolo alla rete elettrica. Una mostra sull'opera di Pierre Cardin è stata allestita al Brooklyn Museum di New York.
Nel 1968 il Museum of Contemporary Craft di New York City tenne una mostra intitolata Body Covering che presentava l'infusione di indossabili tecnologici con la moda. Alcuni dei progetti presentati erano vestiti che cambiavano temperatura e abiti da festa che si illuminano e producono rumori, tra gli altri. I designer di questa mostra hanno incorporato in modo creativo l'elettronica negli abiti e negli accessori per creare questi progetti. A partire dal 2018, gli stilisti continuano a esplorare questo metodo nella produzione dei loro modelli spingendo i limiti della moda e della tecnologia.

### House of Holland e NFC Ring
McLear, noto anche come NFC Ring, in collaborazione con la House of Henry Holland e Visa Europe Collab, ha presentato un evento intitolato "Cashless on the Catwalk" presso la Collins Music Hall di Islington. Le celebrità che hanno partecipato all'evento hanno potuto effettuare acquisti per la prima volta nella storia da un dispositivo indossabile utilizzando gli anelli NFC di McLear.

### CuteCircuit
CuteCircuit ha aperto la strada al concetto di moda interattiva e controllata da app con la creazione nel 2008 del Galaxy Dress (parte della collezione permanente del Museum of Science and Industry di Chicago, USA) e nel 2012 di tshirtOS (poi infinitshirt). I design alla moda di CuteCircuit possono interagire e cambiare colore fornendo a chi li indossa un nuovo modo di comunicare ed esprimere la propria personalità e il proprio stile. I modelli di CuteCircuit sono stati indossati sul tappeto rosso da celebrità come Katy Perry e Nicole Scherzinger e fanno parte delle collezioni permanenti del Museum of Fine Arts di Boston.

### Progetto Jacquard
Project Jacquard, un progetto di Google guidato da Ivan Poupyrev, combina l'abbigliamento con la tecnologia. Google ha collaborato con Levi Strauss per creare una giacca con aree sensibili al tocco in grado di controllare uno smartphone. I gemelli sono rimovibili e si caricano in una porta USB.

### Intel e Chromat
Intel ha collaborato con il marchio Chromat per creare un reggiseno sportivo che risponde ai cambiamenti nel corpo dell'utente, nonché un abito in fibra di carbonio stampato in 3D che cambia colore in base ai livelli di adrenalina dell'utente. Intel ha anche collaborato con Google e TAG Heuer per realizzare un orologio intelligente.

### Iris van Herpen
I tessuti intelligenti e la stampa 3D sono stati incorporati nell'alta moda dalla designer Iris van Herpen. Ella è stata la prima designer a incorporare la tecnologia di stampa 3D per la prototipazione rapida nell'industria della moda. L'azienda belga Materialise NV collabora con lei nella stampa dei suoi disegni.

### Processo di produzione di tessuti elettronici
Esistono diversi metodi con cui le aziende producono tessuti elettronici dalla fibra all'indumento e l'inserimento dell'elettronica nel processo. Uno dei metodi in fase di sviluppo è quando i circuiti estensibili vengono stampati direttamente su un tessuto utilizzando inchiostro conduttivo. L'inchiostro conduttivo utilizza frammenti di metallo nell'inchiostro per diventare elettricamente conduttivo. Un altro metodo consisterebbe nell'usare filo o filato conduttivo. Questo sviluppo include il rivestimento di fibre non conduttive (come il poliestere PET) con materiale conduttivo ad esempio metallo come oro o argento per produrre filati rivestiti o un tessuto elettronico.

## Militare
La tecnologia indossabile all'interno delle forze armate spazia da scopi educativi, esercizi di formazione e tecnologia di sostenibilità.
La tecnologia utilizzata per scopi educativi all'interno dell'esercito sono principalmente dispositivi indossabili che tengono traccia dei segni vitali di un soldato. Monitorando la frequenza cardiaca, la pressione sanguigna, lo stato emotivo, ecc. di un soldato aiuta il team di ricerca e sviluppo ad aiutare al meglio i soldati stessi. Secondo il chimico Matt Coppock, ha iniziato a diminuire la letalità dei soldati raccogliendo diversi recettori di bio-riconoscimento. In questo modo eliminerà le minacce ambientali emergenti per i soldati.
Con l'emergere della realtà virtuale è stato naturale iniziare a creare simulazioni utilizzando tale tecnologia. Ciò preparerà meglio l'utente per qualunque situazione si stia allenando. Nell'esercito ci sono simulazioni di combattimento su cui i soldati si addestreranno. Il motivo per cui i militari useranno la realtà virtuale per addestrare i loro soldati è perché è l'esperienza più interattiva/immersiva che l'utente proverà senza essere messo in una situazione reale. Simulazioni fatte includono un soldato che indossa una cintura antiurto durante una simulazione di combattimento. Ogni volta che vengono colpiti, la cintura rilascerà una certa quantità di elettricità direttamente sulla pelle dell'utente. Questo per simulare una ferita da arma da fuoco nel modo più umano possibile.
Esistono molte tecnologie di sostenibilità che il personale militare indossa sul campo. Uno dei quali è un inserto per stivali. Questo inserto misura in che modo i soldati stanno trasportando il peso del loro equipaggiamento e in che modo i fattori giornalieri del terreno influiscono sull'ottimizzazione della panoramica della missione. Questi sensori non solo aiuteranno i militari a pianificare la migliore sequenza temporale, ma aiuteranno a mantenere i soldati nella migliore salute fisica e mentale.

## Dispositivi elettronici bioriassorbibili impiantabili
I dispositivi elettronici bioreassorbibili impiantabili trovano impiego nella medicina di precisione per la trasmissione wireless di dati relativi ai parametri vitali e al monitoraggio in tempo reale dei biomarcatori, nonché monitoraggio ambientale, della tecnologia indossabile e dell'elettronica di consumo.

## Problemi e preoccupazioni
La FDA ha redatto una guida per i dispositivi a basso rischio che consiglia che i dispositivi indossabili per la salute personale sono prodotti per il benessere generale se raccolgono solo dati su gestione del peso, forma fisica, rilassamento o gestione dello stress, acutezza mentale, autostima, gestione del sonno o funzione sessuale. Ciò è dovuto ai rischi per la privacy insito nell'uso dei dispositivi. Poiché sempre più dispositivi vengono utilizzati e migliorati abbastanza presto, essi sarebbero in grado di dire se una persona mostra determinati problemi di salute e fornire una linea di condotta. Con l'aumento del consumo di questi dispositivi, la FDA ha redatto questa guida per ridurre il rischio di un paziente. Si sostiene anche l'etica di ciò perché sebbene aiutino a monitorare la salute e promuovano l'indipendenza, c'è ancora un'invasione della privacy per ottenere informazioni. Ciò è dovuto alle enormi quantità di dati che devono essere trasferiti, il che potrebbe sollevare problemi sia per l'utente che per le aziende se una terza parte ottiene l'accesso a questi dati. Si è verificato un problema con Google Glass utilizzato dai chirurghi per tracciare i segni vitali di un paziente in cui presentava problemi di privacy relativi all'uso di informazioni non autorizzate. Il problema è anche il consenso quando si tratta di tecnologia indossabile perché offre la possibilità di registrare senza chiedere il permesso dell'utente.
Rispetto agli smartphone, i dispositivi indossabili pongono diverse nuove sfide di affidabilità ai produttori di dispositivi e agli sviluppatori di software. Area di visualizzazione limitata, potenza di calcolo limitata, memoria volatile e non volatile limitata, forma non convenzionale dei dispositivi, abbondanza di dati dei sensori, schemi di comunicazione complessi delle app e dimensioni limitate della batteria: tutti questi fattori possono contribuire a bug software e modalità di errore, come l'esaurimento delle risorse o il blocco del dispositivo. Inoltre, poiché molti dei dispositivi indossabili sono utilizzati per scopi sanitari (monitoraggio o trattamento), i loro problemi di accuratezza e solidità possono creare problemi di sicurezza. Sono stati sviluppati alcuni strumenti per valutare l'affidabilità e le proprietà di sicurezza di questi dispositivi indossabili. I primi risultati indicano un punto debole del software indossabile per cui il sovraccarico dei dispositivi, ad esempio attraverso un'elevata attività dell'interfaccia utente, può causare guasti.

## Galleria d'immagini

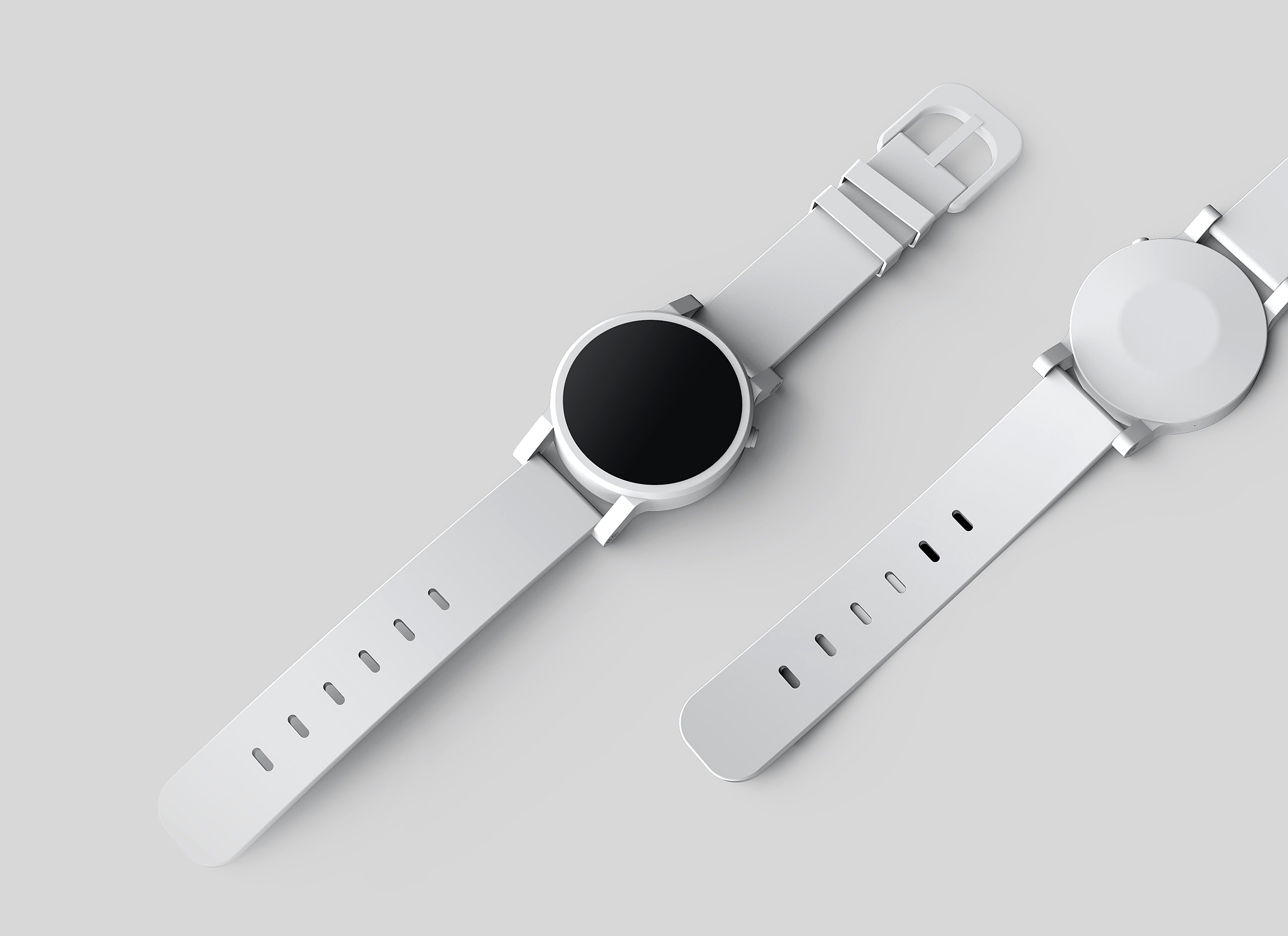
Smartwatch Android indossabile
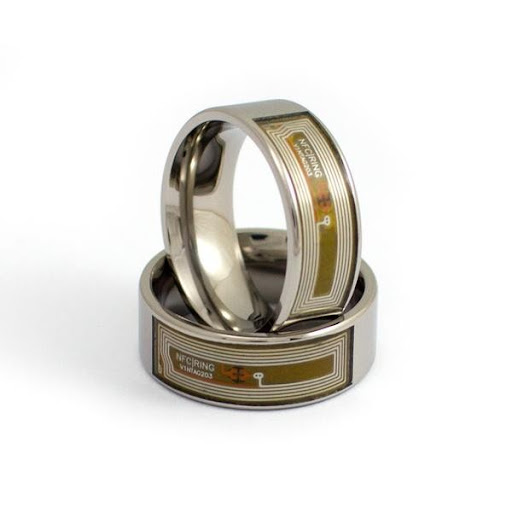
Il primo Smart Ring rilasciato dai consumatori al mondo, da McLear/NFC Ring, intorno al 2013
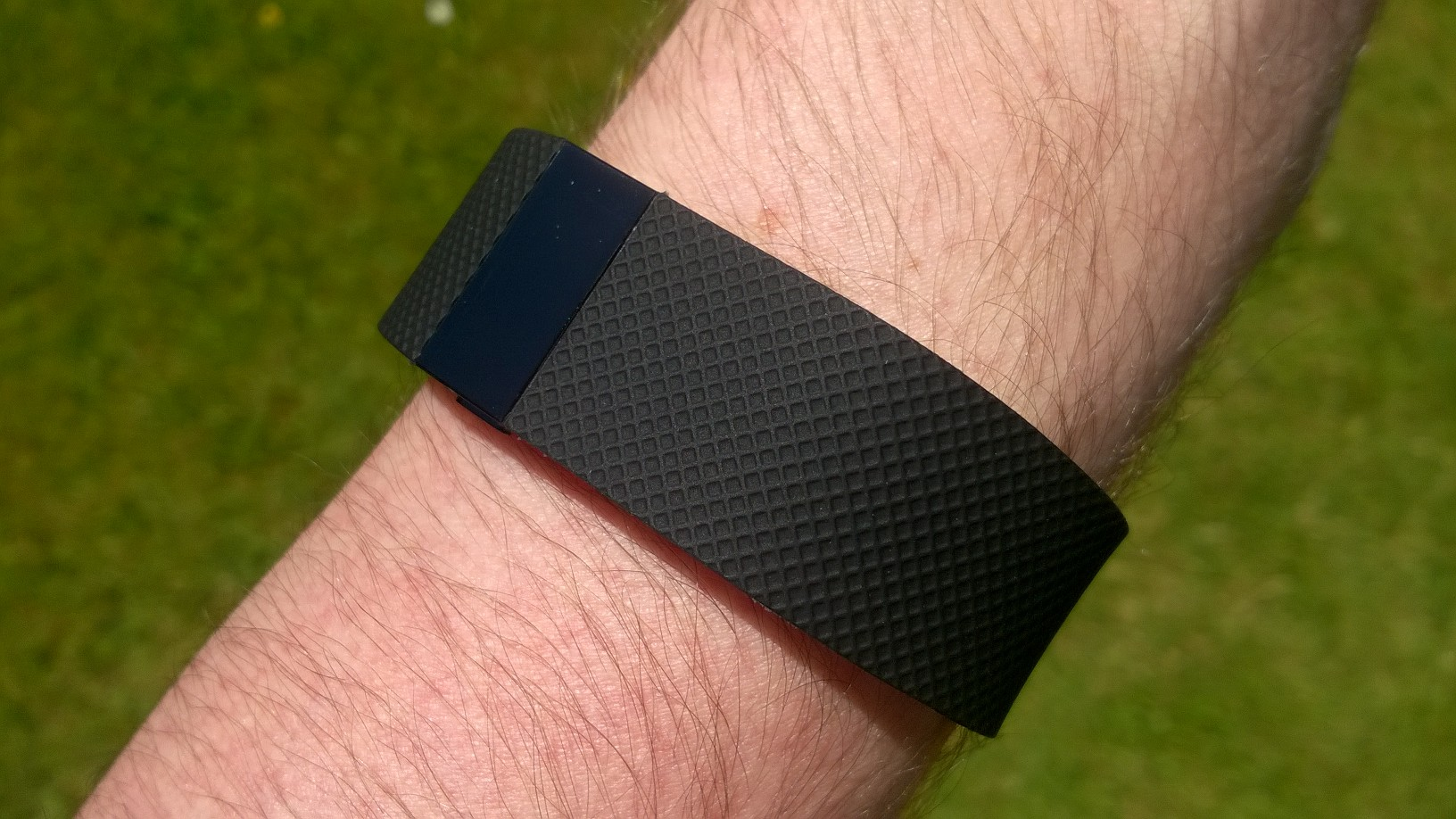
Il Fitbit, un moderno dispositivo indossabile
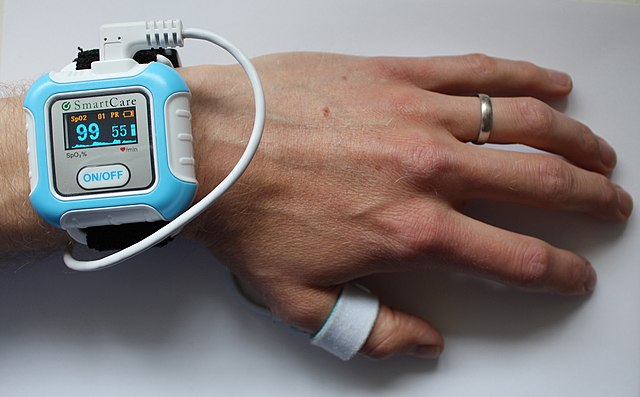
Tecnologia indossabile in azione
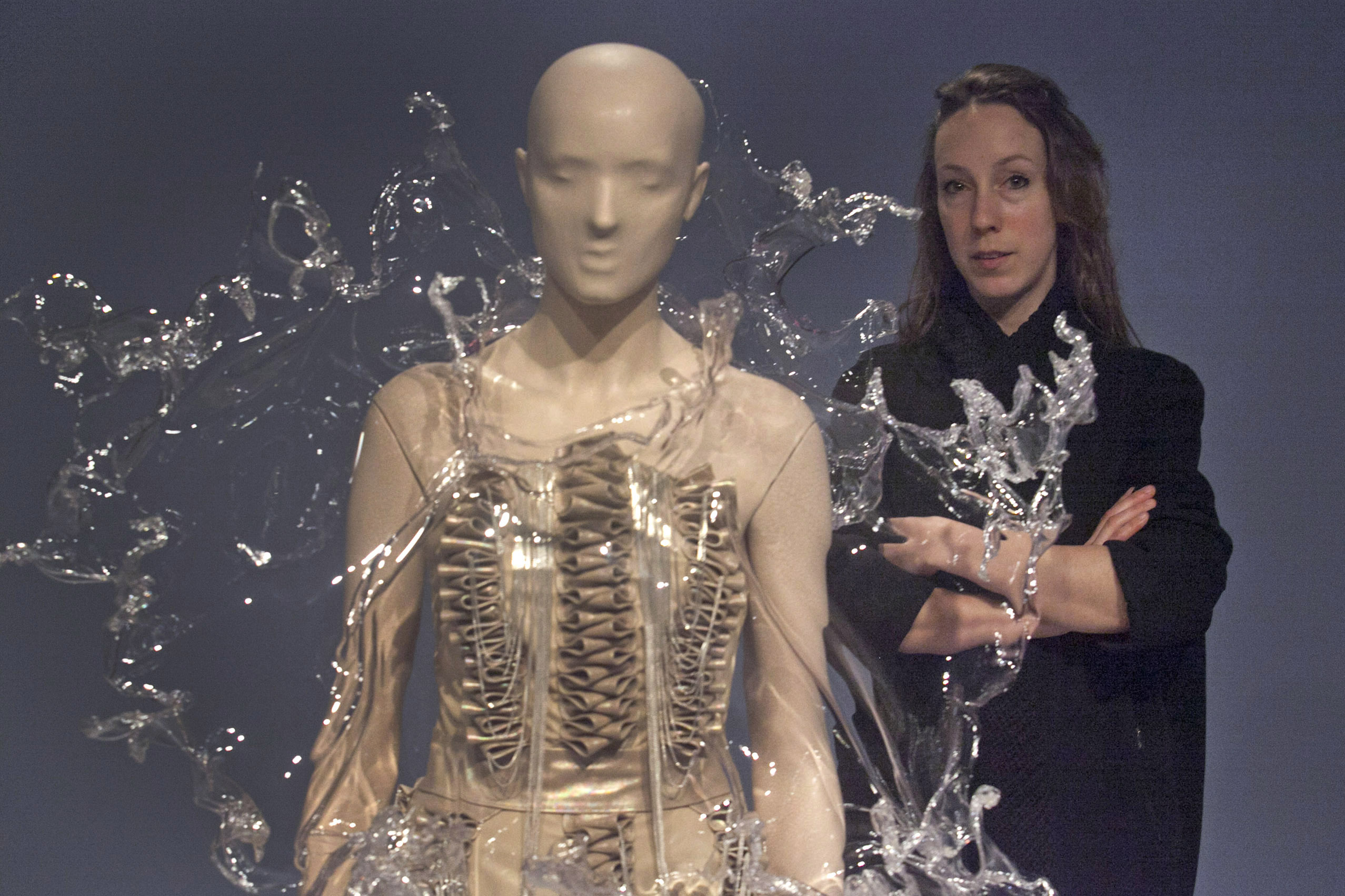
L'abito ad acqua di Iris Van Herpen
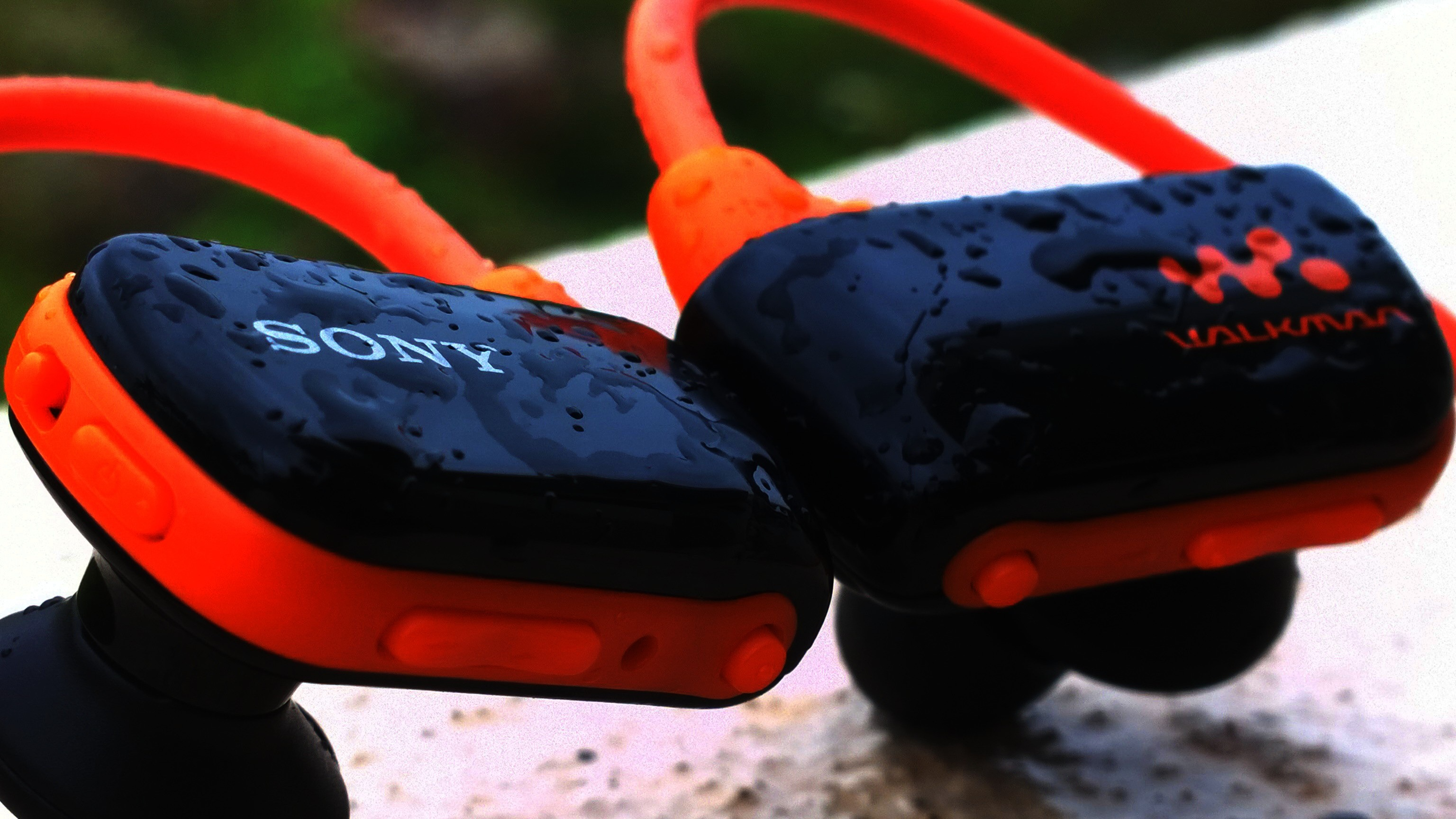
Un lettore musicale Walkman completamente indossabile (serie W)